# Malësia e Madhe

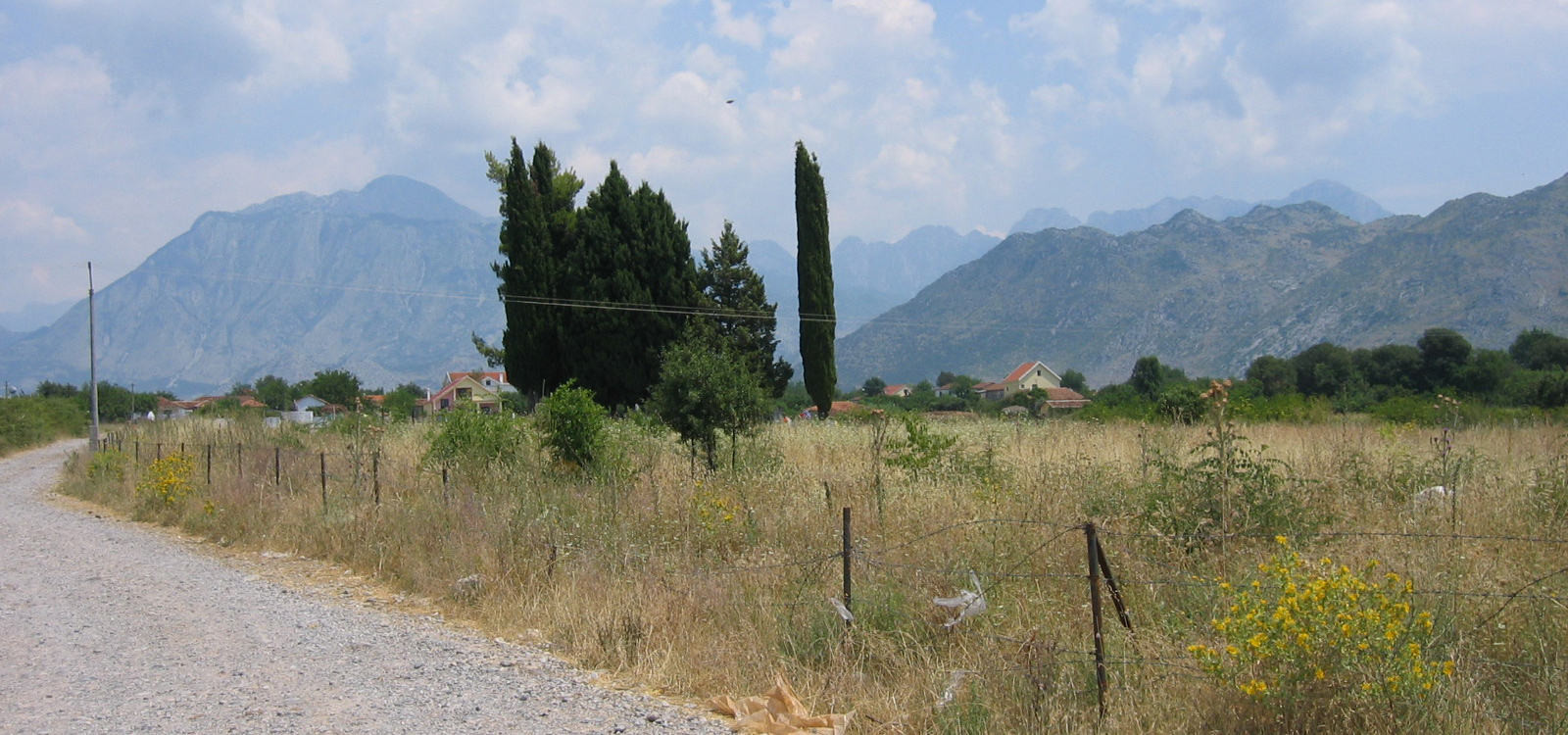
Blick in die Malësi e Madhe bei Koplik am Shkodrasee

Die Malësia e Madhe (albanisch auch Malësi e Madhe und kurz Malësia, serbisch Малција Malcija) ist eine Region der Albanischen Alpen im albanisch-montenegrinischen Grenzgebiet. Im Kanun wird es als Gebiet der Stämme Kuqi, Hoti, Gruda, Kastrati und Kelmendi bezeichnet.
Übersetzt bedeutet der Name Großes Bergland. Obwohl die Region 500 Jahre lang Teil des Osmanischen Reichs war, sind noch heute rund drei Viertel der Bevölkerung Katholiken. Auch der Kanun, das alte albanische Gewohnheitsrecht, ist nach dem Ende des Kommunismus in Albanien wieder aufgelebt. Die Staatsmacht hat immer wieder Schwierigkeiten, sich in der Stammesgesellschaft durchzusetzen.

## Geographie

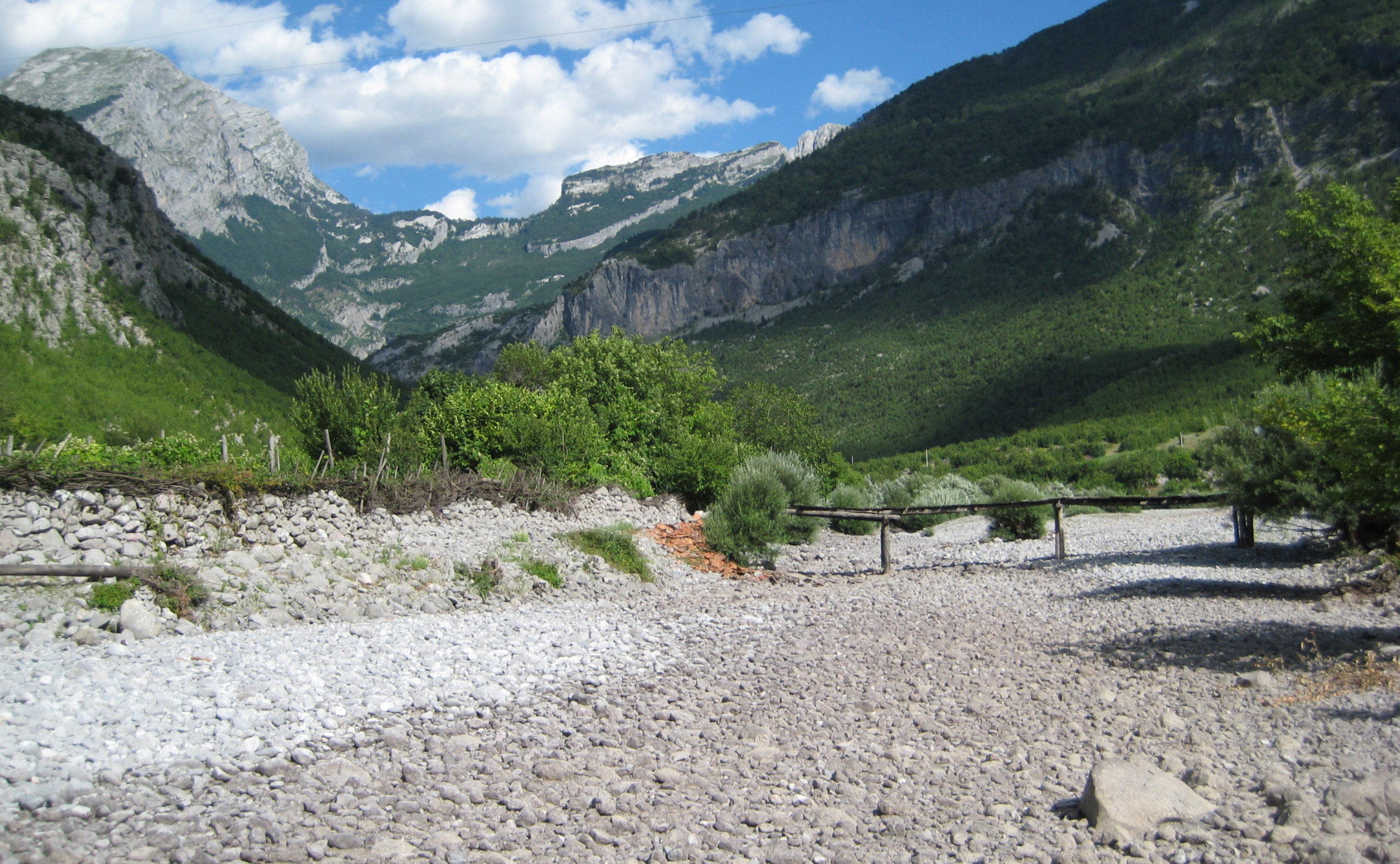
Im Tal des Cem bei Nikç

Mit Malësia e Madhe wird der Teil der Albanischen Alpen bezeichnet, der zum Shkodrasee entwässert wird. Das karstige Gebirge ist stark zerklüftet, insbesondere der zentrale Teil Bjeshkët e Namuna mit mehreren Bergen mit mehr als 2.500 Meter Höhe, darunter die 2568 Meter hohe Radohima.
Die Staatsgrenze zwischen Albanien und Montenegro läuft durch den nördlichen Teil der Malësia e Madhe. Tuzi und weitere Regionen südöstlich von Podgorica und der Morača gehören dazu. Die Malësia e Madhe umfasst die Gebiete der Sippen der Hoti, Gruda, Kelmendi, Kastrati und Shkreli. Im Süden bildet der 1570 m hohe Maranaj die Grenze.
Die Malësia e Madhe umfasst insbesondere die Täler des Përroi i Thatë, des Cem und von Vermosh sowie die dazwischenliegenden Bergzüge und vorgelagerten Hügelzüge. Viele Gebiete sind eher wasserarm. Im kleinen, südlich des Përroi i Thatë gelegenen Tal von Rrjoll hat es hingegen eine Vielzahl an großen Quellen, deren Wasser zum Teil über weitere Distanzen zur Trinkwasserversorgung geleitet, zum Teil auch in Flaschen verpackt verkauft wird.
Vermosh, das nördlichste Dorf Albaniens, gehört zumindest geologisch gesehen nicht mehr zur Malësia e Madhe. Es ist von Albanien nur über zwei Pässe zu erreichen. Dieses Tal wird als einziges des albanischen Gemeinde Malësia e Madhe nicht in den Shkodrasee entwässert, sondern nach Norden über den Fluss Lim in die Drina. Es ist das einzige Gebiet Albaniens, das zum Einzugsgebiet des Schwarzen Meers (Donau) gehört.
Die Malësia e Madhe ist eines der Niederschlag-reichsten Gebiete Albaniens. In Boga sind es über 3000 Millimeter pro Jahr.

## Wirtschaft

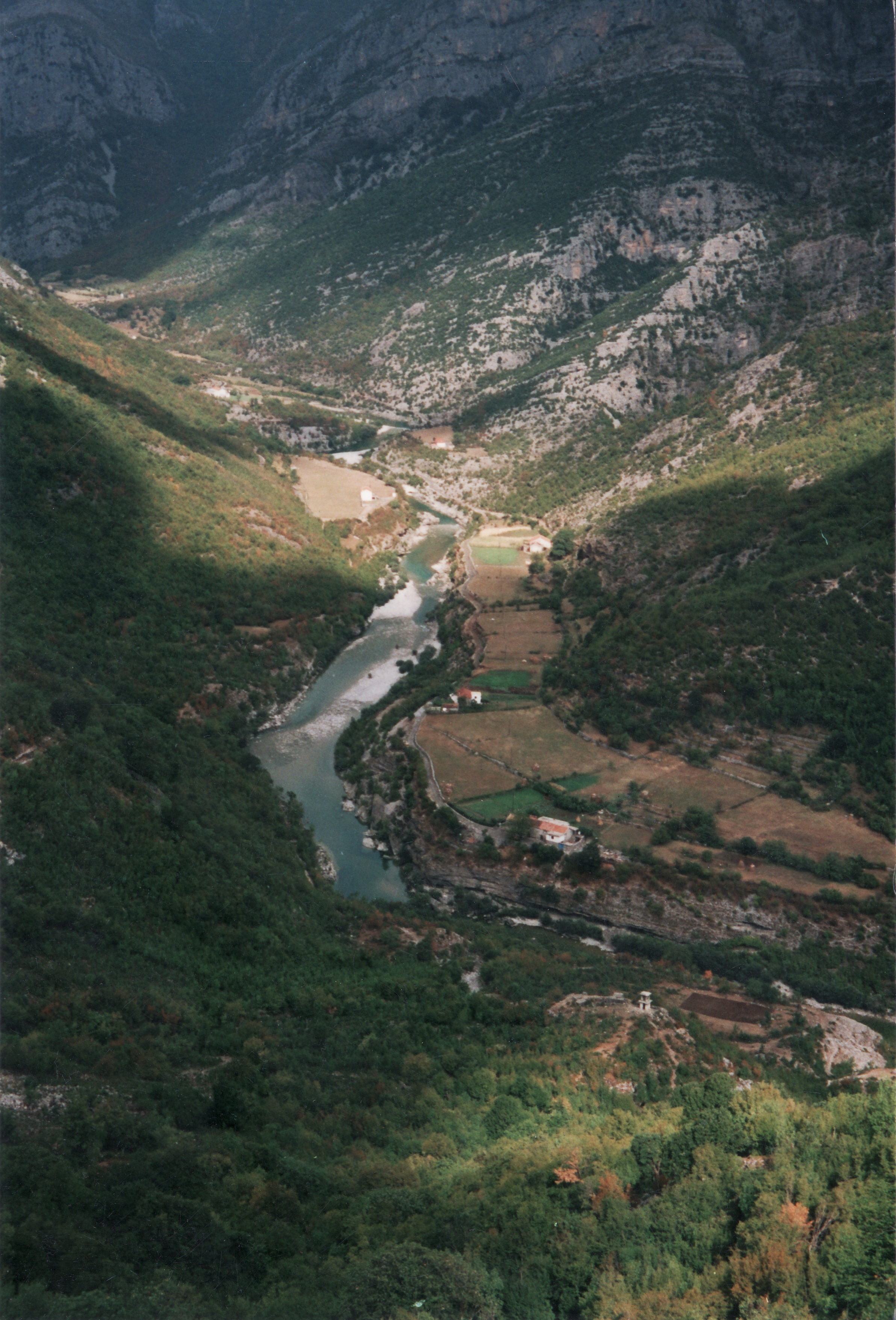
Streusiedlung am Oberlauf des Cem bei Selca

Die Bewohner der Region leben fast ausschließlich von der Landwirtschaft. Den Klein- und Bergbauern-Familien fehlt oft das Notwendigste. Viele sind abhängig von Überweisungen von Angehörigen im Ausland. Tausende haben die Bergregion in den letzten 15 Jahren verlassen und sich entweder in Shkodra, in Tirana oder im Ausland niedergelassen. Ein klein wenig Hoffnung wird in den Tourismus gesetzt: Die Bergdörfer Theth, Valbona und Vermosh sind bekannt für ihre eindrücklichen Berglandschaften. Sie eignen sich als Ausgangspunkte für Wanderungen und Bergtouren. Wie die ganze wirtschaftliche Entwicklung in der Region kämpft auch der Tourismus mit zwei wesentlichen Problemen. Einerseits ist die Infrastruktur schlecht. Insbesondere die Straßen sind in schlechtem Zustand, so dass schon kurze Strecken zu langen und strapaziösen Wegen werden. Im Winterhalbjahr sind viele Dörfer während Monaten von der Umwelt abgeschnitten und die Passstraßen lange verschneit. Das zweite große Problem ist die noch immer prekäre Sicherheitslage. Von der Blutrache bedrohte Menschen können oft während Jahren kaum ihr Haus verlassen. Schmuggel war in der Grenzregion lange eine verbreitete Beschäftigung. Und Fremde wurden immer wieder bestohlen. Touristen wird empfohlen, die Malësia e Madhe nur nach guter Vorbereitung und nicht ohne lokale Kontakte zu bereisen.